# Karl Breidenstein
Karl Breidenstein (* 18. Oktober 1871 in Frankfurt am Main; † 12. Juli 1966 ebenda) war ein deutscher Organist, Hochschullehrer und Komponist.

## Leben
Breidensteins Vater war der Organist an der Frankfurter Weißfrauenkirche Karl Breidenstein (1830–1897). Der Sohn besuchte die Klinger-Oberrealschule und studierte von 1888 bis 1893 am Dr. Hoch’schen Konservatorium. Seit 1894 lehrte er an diesem Institut Harmonielehre, Kontrapunkt, Partiturspiel und Orgel. Zu seinen Schülern gehörten unter anderen Paul Hindemith, Siegfried Würzburger und Kurt Hessenberg.
Von 1897 bis zur Zerstörung am 22. März 1944 war Breidenstein Organist der Frankfurter Katharinenkirche. Danach blieb er noch bis 1954 im Amt und begleitete den Gemeindegottesdienst im Gemeindehaus auf einem Harmonium. Im Einweihungsgottesdienst der wiederaufgebauten Kirche am 24. Oktober 1954 spielte er die neue Walcker-Orgel; unter anderem spielte er eine Choralfantasie von Michael Praetorius und eine Toccata von Girolamo Frescobaldi. Seine Nachfolgerin als Organistin und Kantorin an der Katharinenkirche wurde 1954 Ingrid Stieber (1918–2005).

## Werke (Auswahl)
- Tripelfuge, Uraufführung 1962 in der Heiliggeistkirche